# 球員兼教練

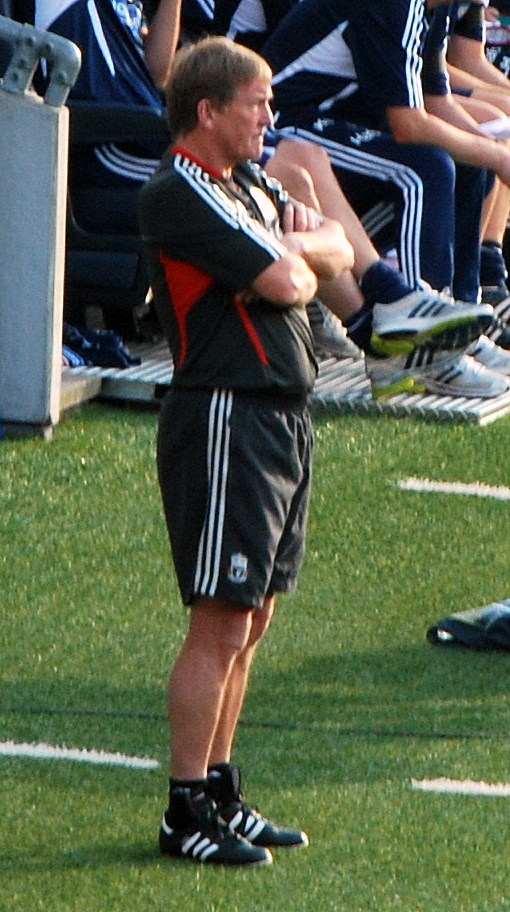
在1985年希素球場慘劇之後，祖·法根落台，杜格利殊曾為擔任球員兼領隊，直至1990年。

球員兼領隊，或球員兼教練，是在體育運動中身兼球員及教練、領隊職位的術語。此術語亦可應用於擔任助理領隊的球員。他亦會為球隊參與排陣及戰術運用，並親自執行。現時球員兼領隊的例子並不多。但在以前，球隊為了節省金錢，時常以這樣的方式尋找領隊。不過，現時的球員兼領隊依然是存在的，但多數出現在低組別聯賽的球隊中。

## 知名事例（足球）
比較成功的例子如下:

#### 利物浦
- 杜格利殊

#### 切爾西
- 古烈治
- 維埃里
- 荷杜（亦曾以球員兼領隊身份執教斯溫頓)

#### 格拉斯哥流浪者
- 桑拿士

#### 米德斯堡
- 布萊恩·羅布森

## 其他運動
日本的大相撲中，力士兼任相撲部屋親方或行司稱為「二枚鑑札」。
在職業棒球，一些資深的球員會被球隊指派兼任教練，例如中華職棒統一7-ELEVEn獅的潘武雄。